# Cyprinion semiplotum
Cyprinion semiplotum är en fiskart som först beskrevs av Mcclelland, 1839.  Cyprinion semiplotum ingår i släktet Cyprinion och familjen karpfiskar. IUCN kategoriserar arten globalt som sårbar. Inga underarter finns listade i Catalogue of Life.